# إيرل ك. برينت
إيرل ك. برينت (بالإنجليزية: Earl K. Brent)‏ هو ملحن أمريكي، ولد في 21 يونيو 1914، وتوفي في 8 يوليو 1977.

## وصلات خارجية
- إيرل ك. برينت على موقع IMDb (الإنجليزية)
- إيرل ك. برينت على موقع ميوزك برينز (الإنجليزية)
- إيرل ك. برينت على موقع أول ميوزيك (الإنجليزية)
- إيرل ك. برينت على موقع ديسكوغز (الإنجليزية)
- إيرل ك. برينت على موقع قاعدة بيانات الفيلم (الإنجليزية)